# Clermont-le-Fort
 Clermont-le-Fort  là một xã thuộc tỉnh Haute-Garonne trong vùng Occitanie ở tây nam nước Pháp. Xã nằm ở khu vực có độ cao trung bình 240 mét trên mực nước biển.
Sông Ariège tạo thành phần lớn ranh giới phía tây thị trấn, cùng với sông Lèze đổ vào Ariège.

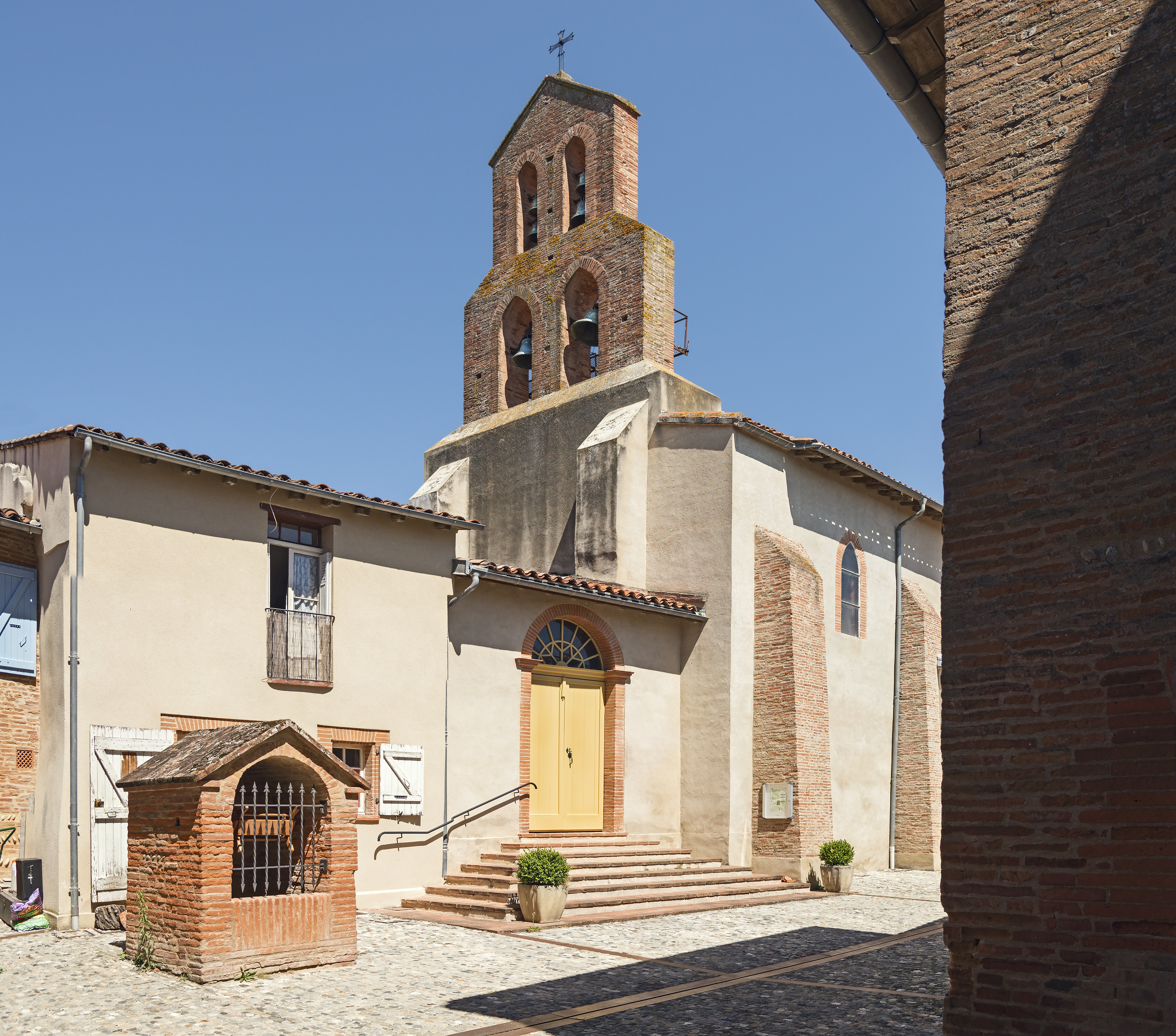
Giáo hội.
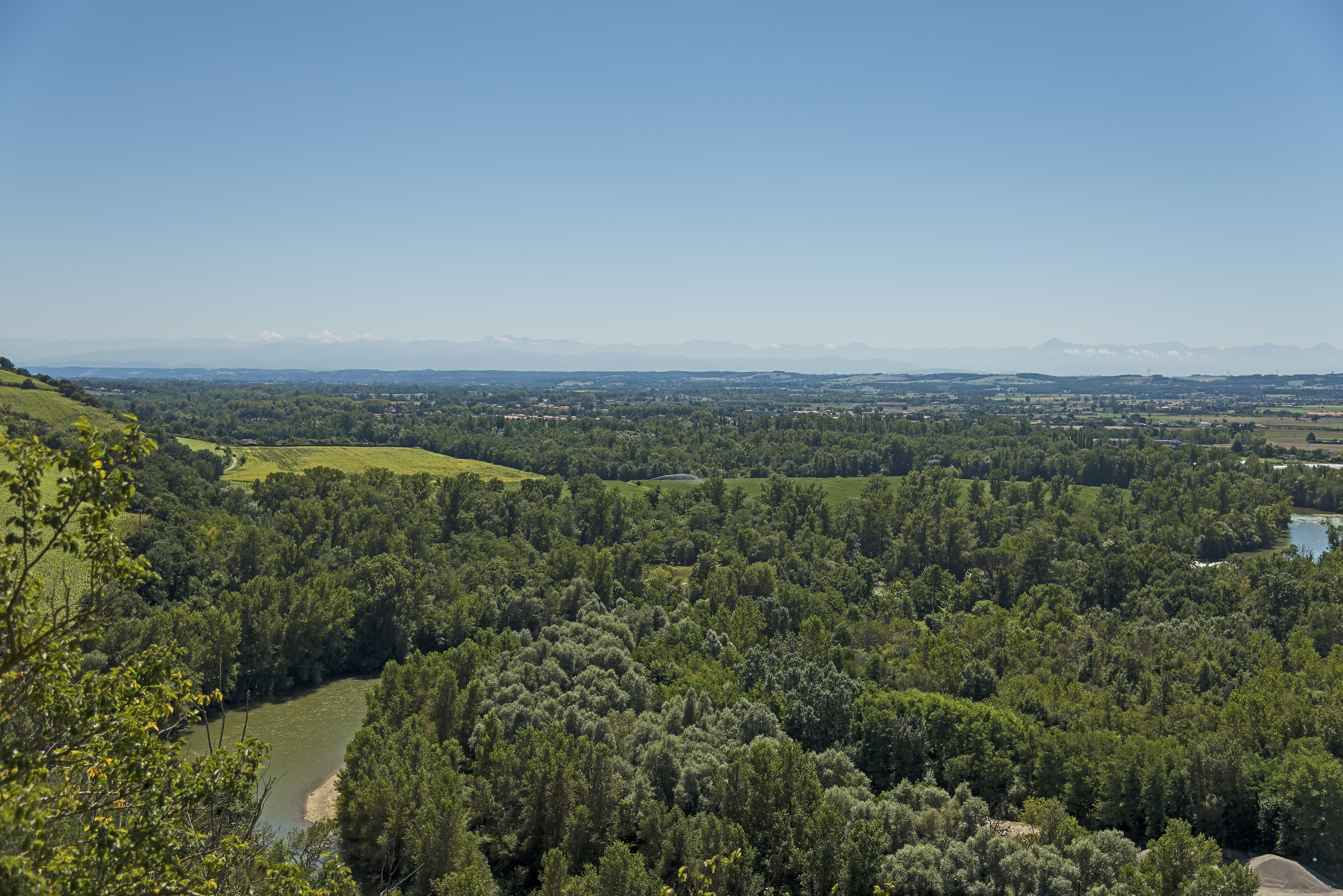
Panorama.